# Fame (canción de David Bowie)
«Fame» es un sencillo del músico británico de rock David Bowie, el cual vio la luz originalmente el 25 de julio de 1975, bajo la etiqueta RCA Records y como parte de su álbum Young Americans. Como lado B, se incluyó el tema “Right”.
Fue compuesto e interpretado en conjunto por Bowie, el guitarrista Carlos Alomar y John Lennon.
Tanto el tema como el álbum que lo contenía fueron al inicio criticados en su época y recibidos con cierto escepticismo por el público, aunque siempre tuvo una acogida muy aceptable por otra buena parte de los fanáticos.
Sin embargo, con el tiempo Young Americans consagraría a David Bowie en los Estados Unidos, vendiendo en pocos meses más de medio millón de copias sólo en el mercado estadounidense y otorgándole su primer número 1 -con esta canción- en las listas de ese país. El disco se mantendría entre los trabajos más vendidos por un año entero.
Bowie decidió abandonar su característica actitud experimental, para acercarse al género funk que se consideraba para ese entonces como un género menor de la música soul en este caso mezclándolo con el tradicional rock británico, y por otros como un estilo muy comercial. Con este disco Bowie tomaba una nueva dirección musical, reemplazando por completo su etapa glam rock y explorando el sonido soul de Filadelfia.
En la grabación de las piezas del álbum comparecieron una gran cantidad de músicos de sesión, algunos de ellos destacables: el propio Lennon y Alomar, Luther Vandross y el saxofonista David Sanborn.
"Fame" tiene la particularidad de que fue el último sencillo en el que Lennon prestó su colaboración directa como invitado. Esto sucedió sólo unas semanas antes de que lanzara su disco Rock ´n Roll (febrero de 1975) y pocos meses previos a su retiro voluntario por cinco años de la vida pública, luego de su reconciliación con su esposa, Yoko Ono y por el nacimiento de su segundo hijo Sean.

## Sinopsis del tema
A finales de 1974, David Bowie se encontraba en Nueva York justo antes de que se venciera su contrato con su mánager Tony DeFries para editar su disco Young Americans, el cual estaba prácticamente terminado.
En vista de que Bowie tenía proyectado incluir un cover del tema “Across The Universe” de The Beatles (compuesto básicamente por John Lennon), Bowie le preguntó a este último si estaba interesado en participar en el estudio de grabación. Ellos se habían encontrado al menos en un par de ocasiones por otras circunstancias, a través de Mick Jagger, un amigo en común.
Luego de su respuesta positiva, John se presentó en los Electric Lady Studios de Nueva York en enero de 1975 para grabar los coros y la guitarra rítmica.
Ese mismo día (según declaró Lennon ese año) el guitarrista Carlos Alomar tenía ensayados unos cuantos acordes que serían usados para “Fame” compartiendo riff con el tema “Footstompin’” A partir de ellos, tanto Alomar como Bowie y Lennon empezaron a componer el tema de una forma espontánea e improvisada, utilizando esas líneas rítmicas como un catalizador, y acabaron con ella en apenas unas cuantas horas de prácticas y grabación.
Los restantes músicos se acreditan como algunos miembros de la banda de Bowie que lo acompañaron en sus giras de conciertos.
El título de la canción fue atribuida a Lennon, aparentemente cuando empezó a gritar incesantemente la línea “Fame!”, la cual surgió de una conversación entre él y Bowie sobre el tema de la celebridad, aspecto en el cual el ex-Beatle siempre se mostraba algo humorístico. De hecho, esta palabra la repite continuamente en la pieza con una voz bastante rara.
En cuanto a la idea musical principal, además del característico y cadencioso “riff” de la guitarra de Alomar, ellos se inspiraron en el tema “Walks On By”/“Get it Together” de los Jackson Five, de su álbum y especial televisivo “Gong Back To Indiana” (1971).Utilizando inicialmente el riff para la canción “Footstompin’” que no fue grabada en estudio y solo cuenta con versiones en vivo. Este tema seria la base para “Fame” y luego se convertiría en este 
“Fame” salió a la venta como el segundo sencillo de Young Americans (más de 4 meses después de publicarse el álbum), pero sorprendentemente fue el más importante al llegar a la cumbre en los éxitos de Billboard. En el Reino Unido su éxito fue más discreto al llegar sólo al número 17 de las listas. Mientras tanto, en Canadá fue número 3.
Hasta la salida de su álbum y el éxito Let's Dance en 1983, Bowie no superaría el éxito logrado con esta canción.

## Edición 1990
En 1990 Bowie publicó un remix de la canción (con la anuencia de la viuda de Lennon, Yoko Ono) bajo la etiqueta de EMI Records, que tuvo una buena difusión en radioemisoras y discotecas.
Esta nueva edición coincidió con el “Sound+Vision Tour” que dio Bowie y como parte de su colección de éxitos llamada ChangesBowie. Un mix alternativo llamdado "Fame `90" apareció como parte de la banda sonora de la película “Pretty Woman” en ese mismo año.
El director Gus Van Sant se encargó del video promocional para esta versión, que contó con imágenes de los videos anteriores de Bowie, además de una escena de Bowie bailando con la canadiense Louise Lecavalier, quien colaboró con él en la gira Sound + Vision.

## Créditos
- David Bowie: Voz, guitarra
- John Lennon: Coros, guitarra
- Carlos Alomar: Guitarra
- Emir Kassan: Bajo
- Dennis Davis: Batería
- Ralph McDonald: Percusión

## Posicionamiento en listas y certificaciones
| Lista (1975)                          | Mejor posición |
| ------------------------------------- | -------------- |
| Bélgica (Flandes) (Ultratop 50)       | 17             |
| Canadá (RPM Top Singles)              | 3              |
| Estados Unidos (Billboard Hot 100)    | 1              |
| Estados Unidos (Hot Dance Club Songs) | 2              |
| Estados Unidos (R&B Songs)            | 21             |
| Italia (FIMI)                         | 19             |
| Noruega (VG-lista)                    | 9              |
| Países Bajos (Dutch Top 40)           | 4              |
| Reino Unido (UK Singles Chart)        | 17             |

| Lista (1990)                         | Mejor posición |
| ------------------------------------ | -------------- |
| Alemania (Media Control AG)          | 36             |
| Bélgica (Flandes) (Ultratop 50)      | 22             |
| Estados Unidos (Hot Dance Club Play) | 6              |
| Estados Unidos (Hot Rap Singles)     | 12             |
| Irlanda (IRMA)                       | 11             |
| Italia (FIMI)                        | 17             |
| Nueva Zelanda (Recorded Music NZ)    | 32             |
| Países Bajos (Dutch Top 40)          | 17             |
| Reino Unido (UK Singles Chart)       | 28             |
| Suiza (Schweizer Hitparade)          | 39             |

| País           | Organismo certificador | Certificación | Ref.   |
| -------------- | ---------------------- | ------------- | ------ |
| Canadá         | Music Canada           | Disco de Oro  | [ 16 ] |
| Estados Unidos | RIAA                   | Disco de Oro  | [ 17 ] |

### Sucesión en listas
| Anterior: «Rhinestone Cowboy» de Glen Campbell «I'm Sorry» / «Calypso» de John Denver | Billboard Hot 100 — Sencillo Nro 1 20 de septiembre de 1975 4 de octubre de 1975 | Siguiente: «I'm Sorry» / «Calypso» de John Denver «Bad Blood» de Neil Sedaka |

## Otras versiones
- Dennis Coffey - Fame (playtime: 3:48) / Vinyl-LP: Finger Lickin Good (1975/USA/Westbound)
- Duran Duran - en el sencillo en 12" para "Careless Memories"; incluido en Starman: Rare and Exclusive Versions of 18 Classic David Bowie Songs, (2003)
- Egostatic - .2 Contamination: A Tribute to David Bowie (2006)
- Eurythmics - previamente sin lanzamiento lanzado como bonus track en 2005 en el álbum remasterizado Touch (1983)
- The Feelies - Something Wild video
- FuckEmos - Only Bowie (1995)
- God Lives Underwater - Up Off the Floor (2004)
- Infectious Grooves - Sarsippius' Ark (1993)
- Tommy Lee - Titulado como "Fame 02" en el álbum Never a Dull Moment
- Love and Money - 12" single
- Dave Matthews Band - Interpretación en vivo
- Umphreys McGee - Encore: 12/30/2005
- George Michael - Interpretación en vivo en su gira de 1991 Cover to Cover tour.
- Pearl Jam - Interpretación en vivo
- RC - Dr. Dre Presents...The Aftermath (1996)
- The Rockridge Synthesiser Orchestra - Plays David Bowie Classic Trax
- Ronald Rat
- Stardust - Interpretación en vivo
- Limp Bizkit - Utilizó el sample de "Fame" en su canción "Faith/Fame Remix" incluido en su álbum de remezclas New Old Songs en 2001.
- Stickfigure - Hero: The Main Man Records Tribute to David Bowie (2007)
- Vanilla Ice - Mind Blowin' (1994)
- Scott Weiland - con Paul Oakenfold para el segundo álbum como solista de Weiland, "Happy" in Galoshes, editado en 2008
- Lady Gaga - Utilizó el sample en su canción "Fancy Pants".